# Copa Continental de la IAAF de 2010
La I edición de la Copa Continental de la IAAF se disputó en Split (Croacia), los días 4 y 5 de septiembre de 2010, bajo los auspicios de la Federación Internacional de Atletismo  (IAAF). 
Esta competición sustituye a la Copa del Mundo de Atletismo, cuya última edición se disputó en Atenas en el año 2006. 

## Formato
Participan cuatro equipos, África, América, Asia-Pacífico y Europa, con dos atletas por prueba representando a cada uno de ellos.  El primer clasificado por prueba consigue 8 puntos, el segundo 7, y así sucesivamente hasta el octavo clasificado que consigue un punto, siempre que el atleta finalice la prueba. La puntuación para los relevos es diferente, consiguiendo el primero, 15 puntos; el segundo, 11 puntos; el tercero, 7 puntos y el cuarto, 3 puntos. 

La clasificación final es el resultado de puntos conseguidos por cada equipo (siguiendo el baremo arriba reseñado) en todas las pruebas, siendo la clasificación conjunta (masculina y femenina).

## Clasificación Final
| Posición | Equipo        | Puestos | Puestos | Puestos | Puestos | Puestos | Puestos | Puestos | Puestos | Puntos |
| Posición | Equipo        | 1º      | 2º      | 3º      | 4º      | 5º      | 6º      | 7º      | 8º      | Puntos |
| -------- | ------------- | ------- | ------- | ------- | ------- | ------- | ------- | ------- | ------- | ------ |
| 1        | Europa        | 13      | 15      | 12      | 16      | 6       | 9       | 2       | 1       | 429    |
| 2        | América       | 13      | 12      | 14      | 7       | 11      | 8       | 6       | 5       | 419.5  |
| 3        | África        | 7       | 9       | 7       | 5       | 8       | 10      | 15      | 10      | 292    |
| 4        | Asia-Pacífico | 7       | 4       | 8       | 10      | 11      | 9       | 13      | 10      | 286.5  |

## Resultados

### Masculino
| Evento                  | Oro | Plata | Bronce |
| ----------------------- | --- | --- | --- |
| 100 metros              | Christophe Lemaitre Francia Europa 10.06 | Daniel Bailey Antigua y Barbuda América 10.10                                                                                      | Mark Lewis-Francis Reino Unido Europa 10.16                                                                                   |
| 200 metros              | Wallace Spearmon Estados Unidos América 19.95                                                                                                 | Churandy Martina Antillas Neerlandesas América 20.47                                                                               | Ben-Youssef Méité Costa de Marfil África 20.51                                                                                |
| 400 metros              | Jeremy Wariner Estados Unidos América 44.22                                                                                                   | Ricardo Chambers Jamaica América 44.59                                                                                             | Michael Bingham Reino Unido Europa 44.84                                                                                      |
| 800 metros              | David Rudisha Kenia África 1:43.37 | Marcin Lewandowski · Polonia · Europa · 1:44.81                                                                                    | Belal Mansoor Ali Baréin Asia-Pacífico 1:44.92                                                                                |
| 1500 metros             | Amine Laâlou Marruecos África 3:35.49 | Mekonnen Gebremedhin Etiopía África 3:35.70                                                                                        | Leonel Manzano Estados Unidos América 3:36.48                                                                                 |
| 3000 metros             | Bernard Lagat Estados Unidos América 7:54.75                                                                                                  | Moses Ndiema Kipsiro Uganda África 7:54.98                                                                                         | Bayron Piedra · Ecuador · América · 7:55.52                                                                                   |
| 5000 metros             | Bernard Lagat Estados Unidos América 13:58.23                                                                                                 | Moses Ndiema Kipsiro Uganda África 13:58.35                                                                                        | Bouabdellah Tahri Francia Europa 13:58.79                                                                                     |
| 110 metros vallas       | David Oliver Estados Unidos América 13.11 | Andy Turner Reino Unido Europa 13.48                                                                                               | Shi Dongpeng China Asia-Pacífico 13.53                                                                                        |
| 400 metros vallas       | Dai Greene Reino Unido Europa 47.88 | Javier Culson Puerto Rico América 48.08                                                                                            | Bershawn Jackson Estados Unidos América 48.62                                                                                 |
| 3000 metros obstáculos  | Richard Mateelong Kenia África 8:09.67 | Roba Gari Etiopía África 8:09.87                                                                                                   | Mahiedine Mekhissi-Benabbad Francia Europa 8:09.96                                                                            |
| Relevos 4×100 metros    | América Daniel Bailey Antigua y Barbuda Wallace Spearmon Estados Unidos Tyson Gay Estados Unidos Churandy Martina Antillas Neerlandesas 38.25 | Asia-Pacífico Shinji Takahira Japón Naoki Tsukahara Japón Kenji Fujimitsu Japón Shintaro Kimura Japón 39.28                        | África Hannes Dreyer Sudáfrica Simon Magakwe Sudáfrica Wilhelm van der Vyver Sudáfrica Thuso Mpuang Sudáfrica 39.82           |
| Relevos 4×400 metros    | América · Nery Brenes · Costa Rica · Bershawn Jackson · Estados Unidos · Greg Nixon · Estados Unidos · Ricardo Chambers · Jamaica · 2:59.00   | Europa · Michael Bingham · Reino Unido · Kevin Borlée · Bélgica · Vladimir Krasnov · Rusia · Martyn Rooney · Reino Unido · 2:59.84 | África Gary Kikaya República Democrática del Congo Mark Kiprotich Mutai Kenia Mohamed Khouaja 1977 Rabah Yousif Sudán 3:02.62 |
| Salto de altura         | Rashid Ahmed Al-Mannai Catar Asia-Pacífico 2.28                                                                                               | Donald Thomas Bahamas América 2.28                                                                                                 | Martyn Bernard Reino Unido Europa 2.25                                                                                        |
| Salto con pértiga       | Steven Hooker Australia Asia-Pacífico 5.95 | Renaud Lavillenie Francia Europa 5.90                                                                                              | Derek Miles Estados Unidos América 5.75                                                                                       |
| Salto de longitud       | Dwight Phillips Estados Unidos América 8.34                                                                                                   | Kafétien Gomis Francia Europa 8.10                                                                                                 | Christian Reif · Alemania · Europa · 7.99                                                                                     |
| Triple salto            | Marian Oprea · Rumania · Europa · 17.29 | Alexis Copello · Cuba · América · 17.25                                                                                            | Phillips Idowu Reino Unido Europa 17.24                                                                                       |
| Lanzamiento de peso     | Christian Cantwell Estados Unidos América 21.87                                                                                               | Tomasz Majewski · Polonia · Europa · 21.22                                                                                         | Andrei Mikhnevich · Bielorrusia · Europa · 20.68                                                                              |
| Lanzamiento de disco    | Robert Harting · Alemania · Europa · 66.85 | Benn Harradine Australia Asia-Pacífico 66.45                                                                                       | Ehsan Haddadi Irán Asia-Pacífico 64.55                                                                                        |
| Lanzamiento de martillo | Libor Charfreitag · Eslovaquia · Europa · 79.69                                                                                               | Dilshod Nazarov Tayikistán Asia-Pacífico 78.76                                                                                     | Ali Al-Zinkawi Kuwait Asia-Pacífico 76.73                                                                                     |
| Lanzamiento de jabalina | Andreas Thorkildsen · Noruega · Europa · 89.26                                                                                                | Gerhardus Pienaar Sudáfrica África 83.17                                                                                           | Matthias de Zordo · Alemania · Europa · 82.89                                                                                 |

### Femenino
| Evento                  | Oro | Plata | Bronce |
| ----------------------- | --- | --- | --- |
| 100 metros              | Kelly-Ann Baptiste Trinidad y Tobago América 11.05                                                                                                   | Shalonda Solomon Estados Unidos América 11.09                                                                                     | Blessing Okagbare Nigeria África 11.14                                                                         |
| 200 metros              | Aleksandra Fedoriva · Rusia · Europa · 22.86 | Yelizaveta Bryzhina · Ucrania · Europa · 23.37                                                                                    | Cydonie Mothersille Islas Caimán América 23.41                                                                 |
| 400 metros              | Amantle Montsho Botsuana África 49.89 | Debbie Dunn Estados Unidos América 50.21                                                                                          | Tatyana Firova · Rusia · Europa · 50.45                                                                        |
| 800 metros              | Janeth Jepkosgei Kenia África 1:57.88 | Kenia Sinclair Jamaica América 1:58.16                                                                                            | Mariya Savinova · Rusia · Europa · 1:58.27                                                                     |
| 1500 metros             | Hind Déhiba Chahyd Francia Europa 4:19.78 | Nicole Edwards · Canadá · América · 4:21.34                                                                                       | Christin Wurth-Thomas Estados Unidos América 4:21.46                                                           |
| 3000 metros             | Meseret Defar Etiopía África 9:03.33 | Shannon Rowbury Estados Unidos América 9:04.82                                                                                    | Malindi Elmore · Canadá · América · 9:04.82                                                                    |
| 5000 metros             | Vivian Cheruiyot Kenia África 16:05.74 | Sentayehu Ejigu Etiopía África 16:07.11                                                                                           | Molly Huddle Estados Unidos América 16:08.60                                                                   |
| 100 metros vallas       | Sally Pearson Australia Asia-Pacífico 12.65 | Lolo Jones Estados Unidos América 12.66                                                                                           | Perdita Felicien · Canadá · América · 12.68                                                                    |
| 400 metros vallas       | Nickiesha Wilson Jamaica América 54.52 | Muizat Ajoke Odumosu Nigeria África 54.59                                                                                         | Vania Stambolova Bulgaria Europa 54.89                                                                         |
| 3000 metros obstáculos  | Yuliya Zarudneva · Rusia · Europa · 9:25.46 | Milcah Chemos Cheywa Kenia África 9:25.84                                                                                         | Sofia Assefa Etiopía África 9:29.53                                                                            |
| Relevos 4×100 metros    | América Cydonie Mothersille Islas Caimán Debbie Ferguson-McKenzie Bahamas Shalonda Solomon Estados Unidos Kelly-Ann Baptiste Trinidad y Tobago 43.07 | Europa · Olesya Povh · Ucrania · Nataliya Pohrebnyak · Ucrania · Mariya Ryemyen · Ucrania · Yelizaveta Bryzhina · Ucrania · 43.77 | África Ruddy Zang Milama Gabón Agnes Osazuwa Nigeria Oludamola Osayomi Nigeria Blessing Okagbare Nigeria 43.88 |
| Relevos 4×400 metros    | América Shericka Williams Jamaica Debbie Dunn Estados Unidos Nickiesha Wilson Jamaica Christine Amertil Bahamas 3:26.37                              | Europa · Kseniya Ustalova · Rusia · Antonina Krivoshapka · Rusia · Libania Grenot · Italia · Tatyana Firova · Rusia · 3:26.58     | África Folashade Abugan Nigeria Amy Mbacke Thiam Senegal Ndeye Soumah Senegal Amantle Montsho Botsuana 3:27.99 |
| Salto de altura         | Blanka Vlašić · Croacia · Europa · 2.05 | Emma Green · Suecia · Europa · 1.95                                                                                               | Levern Spencer Santa Lucía América Nadiya Dusanova Uzbekistán Asia-Pacífico 1.88                               |
| Salto con pértiga       | Svetlana Feofanova · Rusia · Europa · 4.70 | Lisa Ryzih · Alemania · Europa · 4.60                                                                                             | Fabiana Murer · Brasil · América · 4.50                                                                        |
| Salto de longitud       | Yuliya Tarasova Uzbekistán Asia-Pacífico 6.70 | Yargelis Savigne · Cuba · América · 6.63                                                                                          | Olga Rypakova · Kazajistán · Asia-Pacífico · 6.60                                                              |
| Triple salto            | Olga Rypakova · Kazajistán · Asia-Pacífico · 15.25                                                                                                   | Olha Saladukha · Ucrania · Europa · 14.70                                                                                         | Yargelis Savigne · Cuba · América · 14.63                                                                      |
| Lanzamiento de peso     | Valerie Adams Nueva Zelanda Asia-Pacífico 20.86 | Nadzeya Astapchuk · Bielorrusia · Europa · 20.18                                                                                  | Gong Lijiao China Asia-Pacífico 20.13                                                                          |
| Lanzamiento de disco    | Li Yanfeng China Asia-Pacífico 63.79 | Sandra Perković · Croacia · Europa · 63.29                                                                                        | Yarelis Barrios · Cuba · América · 62.58                                                                       |
| Lanzamiento de martillo | Tatyana Lysenko · Rusia · Europa · 73.88 | Zhang Wenxiu China Asia-Pacífico 73.69                                                                                            | Yipsi Moreno · Cuba · América · 72.73                                                                          |
| Lanzamiento de jabalina | Mariya Abakumova · Rusia · Europa · 68.14 | Sunette Viljoen Sudáfrica África 62.21                                                                                            | Kimberley Mickle Australia Asia-Pacífico 61.36                                                                 |